# Lovozerskij rajon
Il Lovozerskij rajon (in russo Ловозерский район?) è un rajon dell'Oblast' di Murmansk, nella Russia europea; il capoluogo è Revda. Istituito nel 1927, ricopre una superficie di 52.978 chilometri quadrati e nel 2009 ospitava una popolazione di circa 13.000 abitanti.